# Sabine Herold

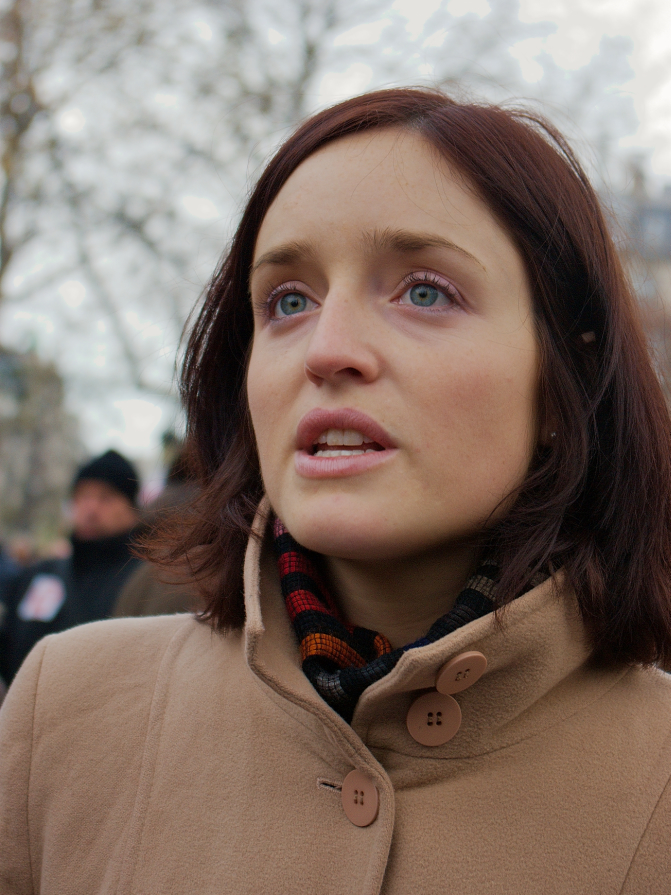
Sabine Herold

Sabine Herold, född 8 juli 1981, är en fransk liberal politisk aktivist och talesperson för det franska politiska partiet Alternative libérale ("Liberalt alternativ").
Sabine Herold är född i staden i Reims i nordöstra Frankrike. Hennes föräldrar är båda lärare. Hon har studerat offentlig förvaltning vid Institut d'Etudes Politiques de Paris och har en magisterexamen i ekonomi från HEC Paris. Sedan 2002 har hon varit redaktör och talesperson för den liberala tankesmedjan Liberté Chérie. Herold blev berömd när hon 2003 ledde en demonstration på 80 000 för liberala ekonomiska reformer i Frankrike och mot vad man såg som en oansvarsfull politik från fackföreningarna. Hennes kamp mot den franska fackföreningsrörelsen gav henne smeknamnet "den nya Jeanne d'Arc". Hon är också känd för sin beundran för Margaret Thatchers ekonomiska politik vilket gett henne smeknamnet "Mademoiselle Thatcher" ("Fröken Thatcher").
Herold var med och grundade det klassiskt liberala partiet Alternative libérale i mars 2006. Hon kandiderade för partiet i parlamentsvalen 2007 mot konservativa UMP:s kandidat Françoise de Panafieu. Hon är sedan 2006 gift med Édouard Fillias, medgrundare och tidigare ordförande i Alternative libérale.